# Hiddenland (banda)
Hiddenland fue una banda de folk metal, formada en 2009 en las Islas Galápagos, Ecuador.

## Inicios
José Luis Altamirano (Demone Stone) y Steve Stiki, amigos desde la infancia y oriundos de Puerto Ayora, conforman la agrupación que, tras probar con varias alineaciones en la provincia insular de Galápagos, se instala en la ciudad de Quito y reconfigura con el aporte de la cantante Vanessa Satrina (vocalista también en Jauría de Lobos), el multinstrumentista y fabricante de instrumentos Pablo Jacho, el violinista Andrés Tapia y el percusionista Johan Freire.

## Trayectoria
En 2013 la banda debuta en Quito junto a Toque de Queda, Reject Messiah, Axia, Massai y Twisted, en el escenario de Casa Pukará.
En 2016, Hiddenland publica su primer álbum Fuego en el Alma, debutando a finales del mismo en el festival Al Sur del Cielo.
En 2017 publican el videoclip de la canción "Fuego en el Alma", escrita por Simón Domínguez. Durante 2019 relanzan el mismo tema, en una versión especial de pasillo.
El 20 de abril de 2017 participan del concierto de la banda española Medina Azahara en el Teatro Nacional de la Casa de la Cultura Ecuatoriana. El 16 de marzo de 2018 fue uno de los grupos teloneros de la emblemática banda argentina Malón, junto a los grupos locales Basca, Mortuum y Aztra, en el escenario de la Concha Acústica de la Villa Flora, en Quito.
A inicios de 2024, tras la salida de su cantante Satrina, la banda anunció que emprendería otros proyectos.

## Alineación
- José Luis Altamirano Demon Stone (director)
- Vanessa Satrina (cantante)
- Frank Cárdenas (guitarra)
- Pablo Jacho (multinstrumentista)
- Andrés Tapia (violín)
- Johan Freire (percusión)

## Discografía
- Fuego en el Alma (2016)